# Осипов, Амаяк Карленович
Амаяк Карленович Осипов (арм. Հմայակ Կառլենի Օսիպովը; род. 11 октября 1995 года) — российский борец классического стиля армянского происхождения. Чемпион мира и Европы среди глухих. Чемпион России среди глухих. Призёр чемпионатов России по греко-римской борьбе. Мастер спорта международного класса среди глухих. Мастер спорта России по греко-римской борьбе.

## Биография
Осипов является воспитанником Детско-юношеской спортивной школы «Виктория» города Новороссийск Краснодарского края. На всероссийских чемпионатах представляет Краснодарский край.

## Спортивная карьера

### Спорт глухих
В 2016 году Осипов впервые стал чемпионом страны в городе Владимир. В 2018 году стал чемпионом России и отобрался на чемпионат мира прошедший во Владимире, где впервые стал чемпионом мира. В 2019 году стал чемпионом Европы в весе до 60 килограмм. В 2021 году выиграл чемпионат России в Калининграде и был финалистом чемпионата мира, который прошёл в Турции.

### Греко-римская борьба
В январе 2020 года Амаяк впервые выиграл бронзовую медаль на чемпионате России в весе до 55 кг. В феврале 2022 года в составе сборной Краснодарского края во второй раз добыл бронзовую медаль на чемпионате России. В августе 2022 года Осипов пришёл первым на Всероссийской спартакиаде в Казани, победив в финале Виктора Ведерникова из Новосибирской области. В ноябре 2022 году он стал финалистом международного турнира памяти олимпийского чемпиона Олега Караваева в Минске. В октябре 2022 года Амаяк стал победителем второго турнира лиги Ивана Поддубного в Москве. В январе 2024 стал финалистом чемпионата России.

## Спортивные достижения
Титулы среди спортсменов с ограниченными возможностями
- Чемпионат мира среди 2018 — ;
- Чемпионат Европы среди 2019 — ;
- Чемпионат России 2016, 2018, 2021 — ;
- Чемпионат мира среди 2021 — ;

Титулы в греко-римской борьбе
- Чемпионат России 2020, 2022 — ;
- Олег Караваев 2022 — ;
- Всероссийская спартакиада 2022 — ;
- Лига Поддубного 2 2022 — ;
- Чемпионат России 2024 — ;

## Личная информация
Амаяк обладает частичным слухом. Он является армянином по национальности.